# ناتکو
ناتکو یک شرکت فناوری غذایی در شیلی است که جایگزینهای گیاهی برای محصولات لبنی و گوشتی تولید می‌کند. ناتکو در سال ۲۰۱۵ توسط ماتیاس موچنیک، پابلو زامورا و کریم پیچارا تأسیس شد و از یادگیری ماشین برای تکثیر محصولات لبنی به شکل‌های گیاهی استفاده می‌کند. ناتکو پررشدترین شرکت غذایی در آمریکای لاتین است.

## تاریخچه
ناتکو در سال ۲۰۱۵ توسط سه تکنسین ماتیاس موچنیک، پابلو زامورا و کریم پیچارا در شیلی تأسیس شد. ناتکو اکنون متعلق به The Craftory و جف بیزوس است.
ناتکو با هدف استفاده از هوش مصنوعی ایجاد شده‌است. آگوریتم آن، جوزپه، که در سال ۲۰۲۱ ثبت اختراع شد، از لیست مواد تشکیل دهنده گیاه برای پیدا کردن ترکیبات ایده‌آل برای بازآفرینی ویژگی‌های خاص غذایی استفاده می‌کند. این هدف با تکرار سلیقه‌های مختلف غذایی، بافت‌ها و رفتارهای آشپزی است. ناتمیلک (نه شیر) آن شامل آناناس و کلم است و به او اجازه می‌دهد به همان روش شیر گاو فراوری شود.

### محصولات
خط تولید فعلی ناتکو شامل NotMayo , NotMilk (2% و کل)، NotYogurt و NotCheese است. با گسترش ناتکو از شیلی به برزیل و بقیه آمریکای لاتین، این محصولات را وارد بازارهای جدید کرد. از سال ۲۰۲۱، بازار ایالات متحده فقط NotMilk را در اختیار دارد که در هول فودز مارکت، Sprouts Farmers Market , Wegmans و دیگران خرده فروشی می‌شود.
- Not Mayo
- Not Milk
- Not Yogurt
- Not Cheese
- Not Meat

### همکاری
از سال ۲۰۲۱، "NotMeat" در سراسر شیلی مورد استفاده قرار می‌گیرد که هم گزینه‌های گیاهی برگر کینگ و هم پیتزا فروشی‌های Papa John را تهیه می‌کند.

### سرمایه‌گذاری‌ها
در سپتامبر ۲۰۲۰، ناتکو ۸۵ میلیون دلار در دور بودجه سری C جمع‌آوری کرد. سرمایه گذاران آن شامل صندوق VC با نام تجاری رقیب The Craftory ، Bezos Expeditions جف بزوس و دیگران هستند. این بودجه احتمالاً برای تأمین اعتبار اولین ناتکو در ایالات متحده در نوامبر ۲۰۲۰ استفاده شده‌است.

## جوایز
در سال ۲۰۲۱، ناتکو در میان «نوآورترین شرکتهای جهان» فست کامپانی قرار گرفت.